# Kazimierz Winicki
Kazimierz Gustaw Winicki vel Gustaw Kazimierz Weinreb (ur. 10 grudnia 1896 we Lwowie, zm. 23 marca 1958 w Jersey City) – pułkownik dyplomowany obserwator Wojska Polskiego.

## Życiorys
Od 7 lipca 1920 roku do 1 maja 1921 roku był dowódcą taborów 4 Armii. 1 czerwca 1921 roku pełnił służbę w Dowództwie Taborów 4 Armii, a jego oddziałem macierzystym był 6 Dywizjon Taborów. W 1921 roku został powołany do Wyższej Szkoły Wojennej w Warszawie, w charakterze słuchacza Kursu Normalnego 1921–1923. 3 maja 1922 roku został zweryfikowany w stopniu porucznika ze starszeństwem z 1 czerwca 1919 roku i 26. lokatą w korpusie oficerów taborowych, a jego oddziałem macierzystym był 10 Dywizjonu Taborów. Z dniem 1 października 1923 roku, po ukończeniu kursu i otrzymaniu dyplomu naukowego oficera Sztabu Generalnego, został przydzielony do Szefostwa Administracji Armii. Będąc słuchaczem kursu, a następnie pełniąc służbę sztabową pozostawał oficerem nadetatowym 10 Dywizjonu Taborów w Przemyślu. 31 marca 1924 roku został awansowany na kapitana ze starszeństwem z 1 lipca 1923 roku i 19. lokatą w korpusie oficerów taborów. 30 grudnia 1925 roku został przeniesiony do kadry oficerów taborowych przy Departamencie II Ministerstwa Spraw Wojskowych z równoczesnym przydziałem do Oficerskiej Szkoły Lotniczej w Grudziądzu w charakterze wykładowcy (etat Sztabu Generalnego). 
Później został przeniesiony z korpusu oficerów taborowych do korpusu oficerów aeronautycznych. W latach 1928–1931 w dalszym ciągu w Oficerskiej Szkole Lotniczej. 2 grudnia 1930 roku został mianowany majorem ze starszeństwem z 1 stycznia 1931 roku i 7. lokatą w korpusie oficerów aeronautyki. 23 października 1931 roku został przeniesiony z Centrum Wyszkolenia Oficerów Lotnictwa w Dęblinie do 6 pułku lotniczego we Lwowie na stanowisko dowódcy dywizjonu. 23 marca 1932 roku w Dzienniku Personalnym MSWojsk. sprostowano mu imię z „Gustaw Winicki” na „Kazimierz Gustaw Winicki”. 3 listopada 1932 roku został przydzielony na czteromiesięczny Kurs oficerów sztabowych lotnictwa w Wyższej Szkole Wojennej w Warszawie, w charakterze zastępcy dyrektora nauk kursu. 11 kwietnia 1933 roku ogłoszono jego przeniesienie do Centrum Wyszkolenia Oficerów Lotnictwa w Dęblinie na stanowisko dyrektora nauk. W 1935 roku był członkiem Komitetu Redakcyjnego Przeglądu Lotniczego. Następnie pełnił służbę w Dowództwie Lotnictwa Ministerstwa Spraw Wojskowych na stanowisku szefa Wydziału Organizacyjnego. Mianowany podpułkownikiem ze starszeństwem z 19 marca 1939 roku i 2. lokatą w korpusie oficerów lotnictwa. Był wówczas wykładowcą w Wyższej Szkole Lotniczej w Warszawie.
W czasie kampanii wrześniowej 1939 roku był kierownikiem referatu operacyjno-informacyjnego Dowództwa Lotnictwa i OPL Armii „Prusy”. Po kampanii przedostał się do Francji. Przebywał w bazie w Lyon, a po ewakuacji do Wielkiej Brytanii, w Polskim Obozie w Blackpool, gdzie podjął inicjatywę zbierania dokumentacji lotniczej. W RAF otrzymał numer służbowy P-0805. W listopadzie 1940 roku pełnił służbę w Wydziale Organizacyjno-Szkoleniowym Inspektoratu Polskich Sił Powietrznych. W latach 1942–1944 był szefem Wydziału Organizacyjnego Inspektoratu Polskich Sił Powietrznych. Po zwolnieniu ze służby emigrował do Stanów Zjednoczonych. Zmarł 23 marca 1958 roku w Jersey City. Został pochowany na cmentarzu West Side Avenue Jersey City .

## Ordery i odznaczenia
- Krzyż Walecznych
- Złoty Krzyż Zasługi (16 marca 1934)[23]
- Srebrny Krzyż Zasługi (10 listopada 1928)[24][25]